# Inczédy Tamás
Inczédy Tamás (Eger, 1982. július 9. –) magyar író.

## Élete
Egy mátrai erdészházban töltötte gyermekkorát. Középiskolás évei során kezdett foglalkozni az írással, verseket, karcolatokat és dalszövegeket írt. Egy miskolci alternatív zenekar frontembere, dalszerzője. Elvégezte a Közgazdasági Egyetemet, majd az irodai munkával felhagyván Indonéziába költözött, ahol 3 évet töltött. Egy állami és egy iszlám egyetemen tanított, befejezte első kötetét, A zsonglőr című novellaciklust illetve az Emberleves című regényt. Bemutatkozó regényét 2012 márciusában adta ki az Ulpius-ház Könyvkiadó, ennek címe Nemlétező Szavak Enciklopédiája. A Liget folyóirat rendszeresen közli írásait. Meseíróként részt vesz a Szitakötő oktatási programban. Jelenleg Budapesten él indonéz feleségével. Felesége Alice Niami, aki egy Quimby dalt dolgozott fel és adott elő 2013-ban a Sziget fesztivál nagyszínpadán.

## Művei
- A zsonglőr; Inczédy Tamás, Recsk, 2010; ISBN 978-963-06-8603-7
- A te könyved; Inczédy Tamás, Recsk, 2011
- Nemlétező szavak enciklopédiája; Ulpius-ház, Bp., 2012, ISBN 9789632546179
- Inczédy Tamás: Emberleves (Ulpius-ház, 2012, ISBN 9789632546223)